# 1857 a tudományban
Az 1857. év a tudományban és a technikában.

## Születések
- január 23. – Andrija Mohorovičić horvát meteorológus, geofizikus. A földkéreg és a földköpeny közötti határ, a később róla elnevezett Mohorovičić-felület felfedezője († 1936)
- február 1. – Vlagyimir Mihajlovics Behtyerev orosz pszichiáter, neuropatológus, fiziológus, pszichológus; nevéhez fűződik a Bechterew-kór leírása († 1927)
- február 22. – Heinrich Hertz német fizikus, az elektromágneses hullámok felfedezője († 1894)
- március 27. – Karl Pearson angol matematikai statisztikus, a modern statisztika alapjainak megteremtője († 1936)
- április 30. – Eugen Bleuler svájci pszichiáter († 1939)
- május 13. – Ronald Ross brit orvos, aki Nobel-díjat kapott a malária fertőzés biológiai-ökológiai kutatásaiért († 1932)
- május 15. – Williamina Fleming amerikai csillagász († 1911)
- június 6. – Alekszandr Mihajlovics Ljapunov orosz matematikus, fizikus († 1918)
- július 8. – Alfred Binet francia fejlődéspszichológus, ő állította össze az első intelligenciatesztet († 1911)
- augusztus 8. – Henry Fairfield Osborn  amerikai geológus, őslénykutató és eugenikus († 1935)
- szeptember 17. – Konsztantyin Ciolkovszkij orosz tudós, a modern rakétatechnika és űrkutatás elméleti megalapozója († 1935)
- november 27. – Charles Scott Sherrington Nobel-díjas angol orvos, neurofiziológus († 1952)

## Halálozások
- május 23. – Augustin Cauchy francia matematikus, a matematikai analízis modern tárgyalásmódjának megteremtője (* 1789)
- június 21. – Louis Jacques Thénard francia kémikus, a bór egyik felfedezője és felfedezte a hidrogén-peroxidot (* 1777)
- július 29. – Charles Lucien Jules Laurent Bonaparte francia természettudós, I. Napóleon francia császár unokaöccse (* 1803)
- szeptember 22. – Heuffel János magyar botanikus, orvos, nevét számos növény viseli (* 1800)
- december 17. – Francis Beaufort ír születésű brit hidrográfus (* 1774)